# Capo Čeljuskin
Il capo Čeljuskin (in russo мыс Челюскина, mys Čeljuskina) è un promontorio situato nella Russia artica; costituisce il punto continentale più settentrionale della Russia, dell'Eurasia e del mondo. Si trova sulla punta settentrionale dell'omonima penisola, la parte nord della penisola del Tajmyr, a sud dell'arcipelago della Severnaja Zemlja, nel territorio di Krasnojarsk. Il capo Čeljuskin dista 1.370 km dal Polo Nord.

## Storia

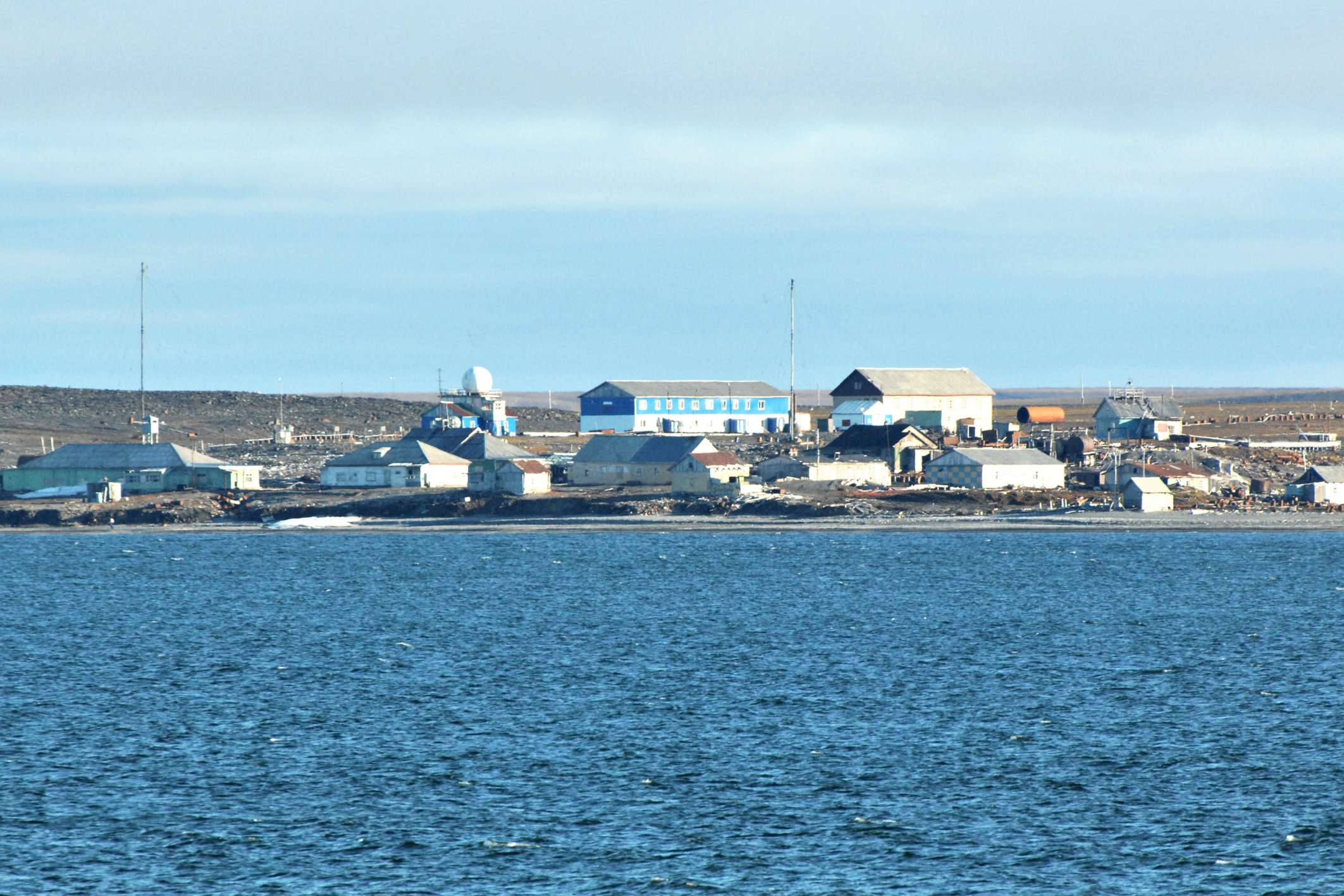
La stazione meteorologica.

Coincidente, secondo alcuni autori, con il leggendario capo Tabin citato nella Naturalis historia di Plinio il Vecchio e nella cartografia fino al XVII secolo, il capo fu raggiunto per la prima volta nel maggio del 1742 da una spedizione esplorativa condotta da Semën Čeljuskin e fu chiamato inizialmente capo Nord-est. Fu rinominato in onore di Čeljuskin dalla Società geografica russa nel 1842, in occasione del centenario dalla scoperta.
Fu doppiato il 18 agosto del 1878 dalla nave Vega dell'esploratore svedese Adolf Erik Nordenskiöld, durante la prima navigazione attraverso il passaggio a nord-est (spedizione Vega), e negli anni 1913 e 1915, durante l'esplorazione idrografica russa condotta da Boris A. Vil'kickij con le rompighiaggio Tajmyr e Vaigač.
Nel 1919 la Maud, la nave dell'esploratore norvegese Roald Amundsen, si lasciò dietro sul capo Čeljuskin due uomini, Peter Tessem e Paul Knutsen, dopo aver fatto base qui per l'inverno. La Maud continuò il proprio viaggio verso est e dei due uomini non si seppe più nulla.
Nel 1922 Nikifor Alekseevič Begičev condusse una spedizione sovietica alla ricerca di Peter Tessem e Paul Knutsen su richiesta del governo norvegese, ma non ebbe successo.
Nel 1932 fu costruita una base, utilizzata per osservazioni meteorologiche e per le ricerche idrologiche, condotte da Ivan Papanin e battezzata "Stazione Polare capo Čeljuskin", cui nel 1983 fu dato il nuovo nome di "Osservatorio Idrometeorologico E. K. Fëdorov".
Il capo ospita anche la più settentrionale pista di atterraggio del continente asiatico.

## Clima
| Capo Čeljuskin (1991-2020) Fonte: | Mesi         | Mesi         | Mesi         | Mesi         | Mesi         | Mesi         | Mesi        | Mesi        | Mesi         | Mesi         | Mesi         | Mesi         | Stagioni | Stagioni | Stagioni | Stagioni | Anno  |
| Capo Čeljuskin (1991-2020) Fonte: | Gen          | Feb          | Mar          | Apr          | Mag          | Giu          | Lug         | Ago         | Set          | Ott          | Nov          | Dic          | Inv      | Pri      | Est      | Aut      | Anno  |
| --------------------------------- | ------------ | ------------ | ------------ | ------------ | ------------ | ------------ | ----------- | ----------- | ------------ | ------------ | ------------ | ------------ | -------- | -------- | -------- | -------- | ----- |
| T. max. media (°C)                | −24,0        | −23,9        | −21,7        | −15,2        | −6,8         | 0,8          | 3,5         | 3,6         | 0,2          | −7,2         | −15,6        | −21,3        | −23,1    | −14,6    | 2,6      | −7,5     | −10,6 |
| T. media (°C)                     | −27,2        | −27,1        | −25,1        | −18,6        | −9,1         | −0,9         | 1,5         | 1,6         | −1,4         | −9,6         | −18,7        | −24,4        | −26,2    | −17,6    | 0,7      | −9,9     | −13,3 |
| T. min. media (°C)                | −30,5        | −30,2        | −28,5        | −21,7        | −11,4        | −2,3         | 0,0         | 0,1         | −3,0         | −12,4        | −21,9        | −27,4        | −29,4    | −20,5    | −0,7     | −12,4    | −15,8 |
| T. max. assoluta (°C)             | 0,3 (1942)   | −0,5 (1945)  | −0,4 (1991)  | 6,3 (2011)   | 8,2 (1943)   | 15,6 (2018)  | 23,3 (2000) | 21,6 (1982) | 13,4 (1936)  | 5,4 (2009)   | 0,2 (2010)   | −0,6 (2011)  | 0,3      | 8,2      | 23,3     | 13,4     | 23,3  |
| T. min. assoluta (°C)             | −48,8 (1951) | −45,8 (1951) | −45,9 (1964) | −41,7 (1939) | −28,9 (1979) | −18,0 (1964) | −5,6 (1949) | −9,0 (1977) | −21,2 (1994) | −33,6 (1992) | −41,9 (1964) | −45,6 (1978) | −48,8    | −45,9    | −18,0    | −41,9    | −48,8 |
| Nuvolosità (okta al giorno)       | 7,3          | 7,4          | 7,1          | 7,4          | 8,5          | 8,9          | 8,6         | 9,1         | 9,2          | 8,8          | 7,9          | 7,3          | 7,3      | 7,7      | 8,9      | 8,6      | 8,1   |
| Precipitazioni (mm)               | 11           | 12           | 12           | 14           | 15           | 14           | 27          | 32          | 23           | 22           | 15           | 13           | 36       | 41       | 73       | 60       | 210   |
| Giorni di pioggia                 | 0            | 0            | 0            | 0            | 0            | 6            | 13          | 13          | 6            | 1            | 0            | 0            | 0        | 0        | 32       | 7        | 39    |
| Giorni di neve                    | 16           | 17           | 16           | 15           | 22           | 15           | 8           | 10          | 20           | 25           | 21           | 17           | 50       | 53       | 33       | 66       | 202   |
| Giorni di nebbia                  | 0,1          | 0,1          | 0,2          | 0,4          | 2,0          | 7,0          | 13,0        | 13,0        | 6,0          | 1,0          | 0,0          | 0,1          | 0,3      | 2,6      | 33,0     | 7,0      | 42,9  |
| Umidità relativa media (%)        | 83           | 83           | 82           | 84           | 86           | 90           | 93          | 94          | 91           | 86           | 84           | 83           | 83       | 84       | 92,3     | 87       | 86,6  |
| Vento (direzione-m/s)             | SW 6,2       | SW 6,2       | SW 5,7       | E 6,1        | E 5,6        | W 5,7        | W 5,6       | W 5,6       | W 5,8        | SW 6,1       | SW 5,8       | SW 5,9       | 6,1      | 5,8      | 5,6      | 5,9      | 5,9   |